# Den kæmpestore bjørn
Den kæmpestore bjørn (Nederlands:De geweldige beer) is een Deense animatiefilm uit 2011 onder regie van Esben Toft Jacobsen.

## Verhaal
De elfjarige Jonathan brengt zoals gewoonlijk zijn vakantie door bij zijn grootvader. Ditmaal gaat tegen zijn zin zijn zesjarige zusje Sophie mee, die hij eigenlijk maar een lastpost vindt. Zijn zusje gaat het verboden bos in en verdwijnt. Jonathan gaat op zoek naar zijn zus en maakt zo kennis met de reusachtige vriendelijke beer. De beer is zo groot dat er mos en bomen op zijn rug groeien. Wanneer een boze jager achter de beer aangaat, nemen Jonathan en zijn zus het op voor de beer.

## Stemmen

### Originele versie
- Markus Rygaard als Jonathan
- Alberte Blichfeldt als Sophie
- Flemming Quist Møller als Jægeren
- Elith Nulle Nykjær als Morfar

### Nederlandse versie
- Machiel Verbeek
- Jan Nonhof
- Lotte Kuijt
- Ivan Pecnik